# Craterolophus macrocystis
Craterolophus macrocystis är en nässeldjursart som beskrevs av von Lendenfeld 1884. Craterolophus macrocystis ingår i släktet Craterolophus och familjen Depastridae. Inga underarter finns listade i Catalogue of Life.